# WTA Tour Championships 1993 – ženská čtyřhra
Do soutěže ženské čtyřhry na tenisovém turnaji WTA Tour Championships 1993 nastoupilo osm dvojic. Obhájcem titulu byl španělsko-český pár Arantxa Sánchezová Vicariová a Helena Suková, jenž skončil v semifinále na raketách Neilandové s Novotnou.
Vítězem čtyřhry se stal nejvýše nasazený americko-běloruský pár Gigi Fernándezová a Nataša Zverevová, který ve finále zdolal lotyšsko-české turnajové trojky Larisu Neilandovou s Janou Novotnou po dvousetovém průběhu 6–3 a 7–5.

## Nasazení párů
1. Gigi Fernándezová /  Nataša Zverevová (vítězky)
2. Arantxa Sánchezová Vicariová /  Helena Suková (semifinále)
3. Larisa Neilandová /  Jana Novotná (finále)
4. Pam Shriverová /  Liz Smylieová (semifinále)

## Pavouk
| Legenda                                                       |                                                                        |                                                   |
| - Q – kvalifikant - WC – divoká karta - LL – šťastný poražený | - Alt – náhradník - SE – zvláštní výjimka - PR/SR – žebříčková ochrana | - w/o – bez boje - r – skreč - d – diskvalifikace |